# 第一次奴隷戦争
第一次奴隷戦争（だいいちじどれいせんそう）は、紀元前135年から紀元前132年にかけて発生した共和政ローマにおける戦争。シキリア属州（現在のシチリア）のエンナの奴隷による蜂起がきっかけであり、元奴隷で自身を預言者と称したエウヌスとキリキア出身で軍事指揮官としてエウヌスを支えたクレオンが主たる指導者であった。いくつかの小さな戦闘で奴隷軍は勝利したが、ローマから大軍が送り込まれて敗北した。

## 発端
第二次ポエニ戦争でカルタゴが敗北すると、シチリア島全体がローマのシキリア属州となった。カルタゴ人が残した土地は、ローマの投機家が安く買い上げた。カルタゴ側についたシケリア人の土地は元の持ち主が処刑されるか逃亡した後、ローマが没収していた。
ローマ側について戦ったシケリア人もまた、同胞の苦労を尻目に、豊かになっていた。シケリアのディオドロスによれば、政治的影響欲のある奴隷の所有者達、多くの場合エクィテス（騎士階級）は、奴隷達に十分な食料や服飾品を与えていなかった。奴隷の中には、生き残るために盗賊になるものも多かった。貧しいシキリア人も苦しんでいた。緊張関係が数十年間に渡り続き、ついには奴隷の反乱が勃発した。

## 奴隷戦争
奴隷軍の指導者はシリア出身のエウヌス（en）であった。彼は影響力のある預言者であり、さらに召喚魔術師と見なされていた。
エウヌスがまだ奴隷であったとき、彼の主人は彼を饗宴の際の芸人として雇っていた。彼は火を吐いたり、優れた手品を行うことができた。彼は演技を行う間、聴衆にはユーモアに聞こえるようにではあるが、今にシキリア社会が逆転し、貴族は殺されるか奴隷になり、自身は王になるであろうと、言い続けていた。チップをくれた人には、彼が王になったら救われるであろうと約束した。実際に反乱が起こると、エウヌスは何人かの命を救っている。
シケリアのディオドロスによると、奴隷の軍は20万に達したと述べるが、これは成人男子だけではなく女性も子供も含んだ数であろう。ティトゥス・リウィウスとオロシウスは、反乱軍を7万と推定している。
エウヌスが実際に戦闘に参加したかは、ほとんど知られていない。敵であるローマが彼の記録を残しているが、戦闘での勝利に関しては、シリア出身のクレオンの手柄であるとしている。しかしエウヌスは戦争の期間を通して指導者の地位を保っており、極めて有能な人物であったに違いない。最後にはクレオンは戦死し、エウヌスは捕虜となってモルガンティナへと護送された。しかし処罰される前に彼は死んだ。
この戦争は紀元前135年から紀元前132年まで続いた。これはローマに対する三度にわたる奴隷戦争の最初のものであった。最後の戦争は最も有名で、スパルタクスが率いたものである。

## 参考資料
- Arnold, History of Rome, Vol. III. pp. 317–318, London edition.
- Shaw, Brent (2001). Spartacus and the Slave Wars: a brief history with documents. pp. 79–106.(at google books)
- David Engels, Ein syrisches Sizilien? Seleukidische Aspekte des Ersten Sizilischen Sklavenkriegs und der Herrschaft des Eunus-Antiochos, in: Polifemo 11, 2011, p. 233-251.